# Карл-Гайнц Лаудан
Карл-Гайнц Лаудан (нім. Karl-Heinz Laudahn; 5 вересня 1915 — ?) — німецький офіцер-підводник, капітан-лейтенант крігсмаріне.

## Біографія
З квітня 1940 року — командир корабля 11-ї флотилії оборони гавані. В липні-вересні 1940 року пройшов курс підводника. З вересня 1940 по  березень 1941 року — штурман на підводному човні U-138. З 3 квітня по листопад 1941 року — 2-й вахтовий офіцер на підводному човні U-652. В листопаді-грудні 1942 року пройшов курс командира човна. З 25 грудня 1942 по 4 березня 1944 року — командир U-142. В квітні 1944 року переданий в розпорядження 22-ї флотилії. З 12 жовтня по 19 листопада 1944 року — командир U-1194, з 25 листопада 1944 по 2 квітня 1945 року — U-262.

## Звання
- Оберлейтенант-цур-зее (1 січня 1942)
- Капітан-лейтенант (1 грудня 1944)